# Alex Burri
Alex Burri (* 1968) ist ein Schweizer Professor für Theoretische Philosophie an der Universität Erfurt. Seine Forschungsschwerpunkte sind Erkenntnistheorie, Sprachphilosophie und Metaphysik.

## Leben
Burri war nach seinem Studium Assistent am Institut für Philosophie an der Universität Bern.
Später war er Mitherausgeber der halbjährlich erscheinenden philosophischen Fachzeitschrift Facta Philosophica.

## Schriften
- mit Wolfgang Huemer: Kunst Denken. Mentis, Paderborn 2007,  ISBN 978-3-89785-579-3.
- Sprache und Denken - Language and Thought. de Gruyter, Berlin/New York 1997, ISBN 3110156482.
- Hilary Putnam. Campus, Frankfurt/M. 1994, ISBN 3593351269.